# Cambrorhytium
Cambrorhytium (лат.) — загадочный род ископаемых кембрийского периода, известный из сланцев Латам (Калифорния), а также лагерштеттов Чэнцзян (Китай) и Бёрджес (Канадские Скалистые горы). Известно 350 экземпляров Cambrorhytium из большого слоя филлопод, где они составляют 0,7% сообщества.

## Этимология
Его название происходит от лат. rhytium — рог для питья.

## Описание
Окаменелости имеют коническую форму с повторяющимися линейными отметинами на стенках, параллельными основанию. Стенки тонкие, и у животного отсутствует киль, характерный для хиолитов.
Животное было определено как полип стрекающих, интерпретация предполагает, что Cambrorhytium жил в трубке, из отверстия которой вытягивались щупальца (следов их присутствия не обнаружено). Это подтверждается сходством с Palaeoconotuba. Другое возможное, но сомнительное родство связано с хиолитовыми моллюсками.
Его сходство с нижнекембрийским видом Torellelloides giganteum может указывать на близкое родство. Cambrorhytium также сравнивали с ископаемыми Archotuba и Sphenothallus. 
У одного экземпляра C. elongatum из Китая описан пищеварительный канал.

## Таксономия
Первоначально C. major был описан как представитель рода Orthotheca.
C. fragilis первоначально включался Чарльзом Д. Уолкоттом в род Selkirkia, — таксономия, с которой соглашались более поздние исследователи до тех пор, пока в 1980-е гг не была поставлена под сомнение и окончательно переописана как Cambrorhytium.